# 斜脉假卫矛
斜脉假卫矛（学名：Microtropis obliquinervia）是卫矛科假卫矛属的植物，是中国的特有植物。分布在中国大陆的广西、云南、湖南、贵州、广东等地，生长于海拔700米至1,300米的地区，常生长在山地林中和近水缘处，目前尚未由人工引种栽培。

## 异名
- Microtropis cathayensis Merr. et Freem.